# فايز الديحاني
فايز الديحاني (من مواليد 6 يوليو 1962) هو لاعب تايكوندو من دولة الكويت. شارك في منافسات التايكوندو خلال دورة الألعاب الصيفية لعام 1988 في سيول ضمن فئة وزن الريشة الرجال، حيث جاء في المركز الخامس.

## مسيرته الرياضية
شارك فايز الديحاني في دورة الألعاب الصيفية لعام 1988 في سيول ضمن منافسات التايكوندو فئة وزن الريشة، واحتل الترتيب الخامس في المرحلة غير الرسمية. خاض الديحاني مباراة دولية واحدة في سيول عام 1988 ضمن فئة -64 كجم (وزن الريشة)، وفاز بها، وحصد ميدالية برونزية.

## سياق المشاركة الأولمبية
في دورة سيول 1988، كانت رياضة التايكوندو ضمن الفعاليات العرضية وليس ضمن المسابقات الرسمية المعتمدة، ما يعني أن مركز الديحاني الخامس لا يُحسب ضمن ترتيب ميداليات الدول الرسمي، لكنه يظلّ ضمن الإنجازات التنافسية للمشاركة الكويتية في هذه الرياضة آنذاك.